# Округ Есекс (Масачусетс)
Округ Есекс (енгл. Essex County) је округ у америчкој савезној држави Масачусетс.

## Демографија
По попису из 2010. године број становника је 743.159, што је 19.74 (2,7%) становника више него 2000. године.
| Група             | 2000.           | 2010.           |
| Белци             | 601.340 (83,1%) | 565.035 (76,0%) |
| Афроамериканци    | 18.777 (2,6%)   | 27.985 (3,8%)   |
| Азијати           | 16.916 (2,3%)   | 23.220 (3,1%)   |
| Хиспаноамериканци | 79.871 (11,0%)  | 122.745 (16,5%) |
| Укупно            | 723.419         | 743.159         |